# Trumai (peuple)
Cet article concerne le peuple trumai. Pour la langue trumai, voir Trumai.
Le peuple Trumai est une population amérindienne du Haut-Xingu, qui vit aux abords du fleuve Xingu au centre du Brésil, dans la forêt amazonienne. Les Trumai comptaient 258 personnes en 2014 selon Siasi/Sesai. La langue trumai est de moins en moins parlée couramment, au profit surtout de la langue portugaise.
La plupart des Trumai vivent dans quatre communautés villageoises situées dans le parc indigène du Xingu dans le Mato Grosso (Terra Preta, Boa Esperança, Steinen et Terra Nova), ainsi que dans des villes alentour. Ils émigrèrent au cours du XIXe siècle vers le rio Araguaia et le rio Xingu.
Les Trumai sont réputés avoir introduit dans le Haut-Xingu le rituel du Jawari ("hopep" en langue trumai), qui, avec le kwarup, est une des célébrations inter-tribales les plus importantes de la région, ainsi que la fête rituelle Tawarawana.
Les Trumai sont des agriculteurs qui cultivent le manioc, le piment et les haricots.[réf. nécessaire]